# 2153 Akiyama
2153 Akiyama (1978 XD) là một tiểu hành tinh vành đai chính. Nó được đặt tên theo Kaoru Akiyama (1901-1970), một giáo sư ở Hosei University,
Tokyo, during 1930-1940 và 1949-1970, well known for his work ngày minor planets. Initially in collaboration with K. Hirayama, he made the first detailed study of the orbit thuộc 153 Hilda, which has 2:3 orbital resonance with Jupiter. This name was proposed bởi K. Tomita.